# Cenpro TV
Cenpro Televisión (acrónimo de Centro de Producción de Televisión, más conocida como Corporación Social para las Telecomunicaciones), fue una programadora y productora de televisión colombiana.

## Historia
Esta programadora nació en 1969 conformada por el padre Rafael Balcerra y un grupo de sacerdotes jesuitas de la Fundación Social conformados por el padre Joaquín Sánchez, el objetivo de la programadora en sus inicios era educar y entretener al televidente con sus programas y además era una de las programadoras más recordadas en la historia de la televisión colombiana, sus primeros programas fueron La Santa Misa y un magazín llamado Cine Foro que era dedicado al cine mundial ubicado en sus inicios los jueves a las 7:00 p. m. por el Canal Nacional. Su nombre inicial era Centro de Producción de Televisión, después se llamaba Cen-Pro Televisión y más adelante se convirtió en Cenpro Televisión bajo el nombre de Corporación Social para las Comunicaciones que era su razón social.

## Primeros años
En la programación de 1976 le adjudicaron espacios por dos horas de programación entre ellos el magazín Gloria 7:30 animado por Gloria Valencia de Castaño magazín dedicado a la cultura colombiana que además fue uno de los magazines recordados de la historia de la televisión colombiana y los viernes a las 8:00 p. m. por la Segunda Cadena se emitía el programa Los Maestros que era un programa de música animado por Hernán Castrillón dedicado a la música colombiana.

## Consolidación

### 1979
Obtuvo seis horas de programación en ambas cadenas por los cuales se distribuyeron sus respectivas franjas:
- Primera Cadena: Así se hizo la Historia (lunes 17:00 presentado por Carlos José Reyes), los dibujos animados El Conde de Montecristo y El Pájaro Loco (jueves 17:00) y la franja de cine Estelares del Domingo (domingos 22:30)
- Segunda Cadena: Cada quien con su cada cual  (programa de concursos, martes 18:00 presentado por Franky Linero), Hoy es paseo (teleturismo, miercoles 17:00), Tiempo de concierto (musical dirigido por Hernán Castrillón Restrepo, jueves 17:00)

El 15 de agosto de 1981 se asoció con Producciones Cinevisión de ese año la pelea de boxeo de Sergio Palma vs. Ricardo Cardona en directo desde Buenos Aires en Argentina con servicios de Inravisión y Telecom.

### 1981
En esa licitación y debido al cambio de nombre a Cenpro Televisión le adjudicaron 4 horas de programación:
- Primera Cadena: La Hora de los Ídolos (programa de videos músicales que enfrentó al Noticiero TV Hoy de Datos y Mensajes, jueves 21:30), Gran Especial Cenpro (Sábados 12:00)
- Segunda Cadena: Matiné Cenpro (donde se presentaba el enlatado Tarzán, Sábados 7:00), Estrella Perdida y Los Constructores (enlatados, sabados 15:30)

El 7 de agosto de 1982 se asoció con Producciones PUNCH para presentar la película Harry y Walter van a Nueva York con duración de dos horas y media de 12:30 a 15:00 por la Segunda Cadena.

### 1984-1986
A comienzos de 1984 se presentó a una minilicitación para ocupar los espacios devueltos de la programadora Citevé Asociados para presentar los martes a las 7:30 p. m. por la Primera Cadena para presentar en concurso nacional El Tiempo Es Oro Su Pueblo Gana y también adjudicó una franja de enlatados los miércoles a las 11:00 p. m. por la Primera Cadena para presentar el enlatado Cannon.
Posteriormente en una nueva licitación le adjudicaron 5 horas de programación, la mayoría para fines de semana:
- Cadena Uno: se emitieron varias series animadas americanas como  Súper amigos, el Pájaro Loco, el Hombre Araña y los Thundercats en la franja de los sábados a las 9:30. Tambien se emitieron otros programas como El Tiempo es Oro su Pueblo Gana (dirigido por Hernando Casanova y grabado en el Centro Recreativo Las Palmas de Villeta, Cundinamarca)
- Cadena Dos: Cachivaches y Fantasías (programa de concurso infantil animado por Jorge Humberto Jiménez Bernal, lunes 17:00); Fantastico, Angustia, Noche a Noche y La Fuerza de la Historia, ocuparon el horario de los sabados a las 23:00. Tambien se emitieron dibujos animados como  Bugs Bunny, Las aventuras del Principito, Toqui, La pequeña Lulú, asi como los espacio musical Disco Platino del duo Ana y Jaime y Colombia y su Folclor (domingos 18:30)

En alianza con Producciones PUNCH presentaron algunos enlatados como Gente Común y El Maravilloso Mundo de Disney pero a mediados de 1986 se separaron y transmitieron enlatados como Bugs Bunny, El Show de Porky Pig y El Mundo de Jacques Cousteau. En ese mismo año nació el seriado nacional Décimo Grado en el que quedó galardonado en 1987 en los Premios Simón Bolívar de Televisión como mejor seriado o dramatizado juvenil, y fue el más recordado de la televisión colombiana.

### 1987-1991
En la licitación de 1987 le adjudicaron 6 horas de programación más que en la anterior licitación pero en esa licitación no le confió el espacio de los domingos a las 9:45 p. m. por la Cadena Uno para emitir El Show de Ana y Jaime que era un musical presentado por Jaime Valencia, pero que fue sacado del aire por falta de comercialización y sintonía y que luego en alianza con Proyectamos Televisión presentaron los enlatados Remington Steele y Misión es Houston, pero este último fue sacado del aire por la falta de comercialización de los espacios y que por solución en 1989 se asociaron con Producciones JES para emitir el ciclo de largometrajes de La Película Del Domingo todos los domingos de 9:45 p. m. a 11:45 p. m. por la Cadena Uno enfrentando a Premier Caracol de la unión entre Gegar Televisión y Caracol Televisión que duró un año consecutivo al aire, también presentaron el enlatado El Investigador Spencer y finalmente presentaron el espacio Noticiero Deportivo que era un programa deportivo presentado por César Augusto Londoño que además se trataba de la información deportiva de Colombia y del mundo que era similar a Teledeportes de Intervisión en donde mostraban las imágenes de las actividades deportivas semanales.
Los demás espacios de la licitación fueron estos los lunes a las 12:00 m por la Cadena Uno se emitía ciclos de dramatizados nacionales como Caleidoscopio y Enigmas, también presentó el dramatizado Amargo Despertar, luego presentaron Roque Santeiro que era una serie brasilera, el programa La sartén por el mango que era un programa de cocina presentado por Maru Yamayusa la recordada "Josefa" en la comedia nacional Dejémonos de Vainas producida por la programadora Coestrellas y finalmente presentaron el programa de catequesis La Tierra de la Esperanza en cesión con Lumen 2000 Televisión Colombia.
Los martes a las 10:30 p. m. por la Cadena Dos se emitía el programa histórico cultural La Fuerza De La Historia presentado por Judith Sarmiento que era un espacio en donde se trataba de orientar la historia de Colombia y del Mundo, en varios programas se trataba sobre la Primera y Segunda Guerra Mundial, los inventos radiales, la historia del fútbol europeo e internacional, la historia del rock colombiano, la historia del rock en español y muchos otros de los episodios que pasaron por este programa que se emitió hasta finales de 1990. 
Los viernes a las 5:00 p. m. por la Cadena Dos se mantiene *Décimo Grado, pero en 1989 debido a los niveles de baja sintonía que tuvo con uno de sus fuertes competidores que fue el concurso nacional Los Mejores de Producciones JES, entonces fue cambiado de espacio el seriado nacional Décimo Grado y lo emitieron los domingos a las 4:30 p.m. por la Cadena Uno, después fue cedido en el horario de Proyectamos Televisión los miércoles a las 6:00 p. m. por la Cadena Uno y después fue ubicado nuevamente por esta programadora como Cenpro Televisión en el horario de los sábados a las 5:30 p. m. por la Cadena Uno hasta que finalizó este seriado a finales de 1990, en el espacio de los viernes a las 5:00 p. m. por la Cadena Dos se emitía también enlatados como Riptide (que antes en 1985 lo programó RCN Televisión y que luego lo presentó Producciones JES en 1992), Remington Steele y Científicos Rebeldes hasta que después presentaron el seriado juvenil FM Estéreo que tiene similitud con el dramatizado Tu voz estéreo de Caracol Televisión con la actuación de Alejandro Martínez. 
Los sábados a las 5:30 p. m. por la Cadena Uno se emitía el espacio El Mundo de Ana y Jaime, luego presentaron los enlatados Dick Turpin, Batman y El Mundo de Jacques Cousteau que además presentaron un concurso nacional llamado A Volar se Dijo con la presentación de Alejandro Muñoz Garzón, luego presentaron el espacio musical Expreso 5:30 animado por Hernán Orjuela con los últimos vídeos musicales de la semana que tenía un formato similar al que tenía Hoy es Viernes de RTI Televisión en 1985 en donde se mostraban las canciones que cada semana se emitían en ese espacio, también presentaron el concurso nacional Que Será Que Será presentado por Luis Eduardo Arango, pero este concurso fue cancelado y sacado del aire debido a los problemas de índice de audiencia que tuvo con su poderoso enfrentado la comedia nacional La Posada de la programadora TeVecine y finalmente decidieron que este concurso como Que Será Que Será fuera sacado del aire respecto a lo que Luis Eduardo Arango no era presentador sino animador y en ese espacio fue reemplazado por la serie nacional Décimo Grado (que antes lo emitía los viernes y después los domingos y los miércoles en la tarde respectivamente), luego emitieron el espacio Magazín con Pilar como un magazín presentado por Pilar Castaño (hija de Gloria Valencia de Castaño que a su vez era la presentadora del Noticiero de las Siete de Programar Televisión y que también presentaba para RCN Televisión el magazín Esta Noche Sí, luego presentaron la serie animada Thundercats y finalmente presentaron la comedia nacional La Riolina con la dirección de Pepe Sánchez y la participación de Jorge Velosa y grabado en los pueblos de Boyacá como Moniquirá y Ráquira. 
Y finalmente Cenpro Televisión tuvo una franja de los domingos de 4:30 p.m. a 6:30 p.m. por la Cadena Uno para emitir el Matiné Cenpro que regresó luego de cuatro años de ausencia en la televisión colombiana, pero también presentaron los dibujos animados Heathcliff , Jayce y los Guerreros (que en esta misma licitación lo programó Colombiana de Televisión), la serie nacional Arcángel, las series extranjeras Camino al Cielo y Los Millonarios, los seriados nacionales Décimo Grado y El lado oscuro del amor y otras series extranjeras como Después de los 30, Misión Imposible (que después en 1997 lo presentó Producciones JES y que luego lo programaron CPS Televisión y DFL Televisión en el 2000), Booker y Pasaporte a la Acción. 
Durante esa licitación le adquirió los derechos de transmisión de RCN Televisión entre 1987 y 1988 para emitir las finales del Fútbol Profesional Colombiano en el horario de los domingos de 4:30 p.m. a 6:30 p.m. por la Cadena Uno, entre 1989 y 1991 obtuvo concesión de espacios los días festivos en asocio con Intervisión y Programar Televisión para emitir especiales y películas en los días festivos y en los días de Semana Santa, en 1989 se presentó en alianza con Proyectamos Televisión y Producciones JES para emitir La Película Del Domingo programada los domingos de 9:45 p. m. a 11:45 p. m. por la Cadena Uno enfrentando a Premier Caracol, los domingos 24 y 31 de diciembre de 1989 le cedió espacio a Jorge Barón Televisión para presentar La Gran Fiesta de los Hogares Colombianos, en 1990 se asoció con Coestrellas, Programadores Asociados y AMD Televisión para emitir la versión europea de la miniserie nacional Los Pecados de Inés Hinojosa producida por RTI Televisión y en 1991 en una sola ocasión se unió con RTI Televisión para emitir el dramatizado nacional: Cuando quiero llorar no lloro (Los Victorinos), y el domingo 8 de diciembre de 1991 a las 9:45 p. m. por la Cadena Uno presentaron un especial musical con Madonna.

### 1992-1997
En la licitación de 1992 le adjudicaron 8 horas de programación en el Canal A, los lunes a las 6:00 p. m. se presentó el espacio Cine Semana que inicialmente era presentado por Julián Arango y que posteriormente era reemplazado por el italiano Salvo Basile, después presentaron otros espacios como La Tropa Rex (The Adventures of T-Rex) que era una serie animada, El Club de Nubeluz (Nubeluz) que era un programa infantil que fue cedido por Producciones JES, el espacio Morraleando y el espacio Muchachos a lo Bien (estos dos últimos fueron producidos por la Fundación Social). 
Una franja de telenovelas de lunes a viernes a las 10:00 a.m. en alianza con Colombiana de Televisión, Producciones PUNCH y RCN Televisión para emitir títulos como Cadenas de amargura, De frente al sol, Simplemente María y María Mercedes (a Cenpro Televisión le adjudicó martes y jueves 10:30 a. m.), luego en 1994 presentaron el espacio Sazón y Sabor de RCN Televisión, e Historias Secretas programa presentado por Roberto Tovar Gaitán como un documental producido por RTG Producciones propiedad de Roberto Tovar Gaitán y que luego pasó a ser producido por RCN Televisión como un programa de casos semanales. 
Los miércoles a las 6:30 p. m. se emitía el espacio La Factura Millonaria animado por Fernando González Pacheco producido por la Dirección de Impuestos Nacionales (que después lo presentaron los domingos a las 5:30 p. m.).
Luego presentaron enlatados como Super Mario Bros. y Sonic el Erizo, dibujos animados como: Denver, el último dinosaurio, Capitán Planeta y los planetarios, Eek! El Gato, Garfield y La Tropa Rex (The Adventures of T-Rex), después se presentó las comedias extranjeras Full House (que anteriormente la emitía Proyectamos Televisión como Tres Por Tres y que luego lo programaba Audiovisuales) y La Niñera (The Nanny).
Una franja de opinión los miércoles a las 8:30 p. m. para emitir el espacio Expedientes presentado por Antonio Morales Rivera y que más adelante fue reemplazado por Los Reencauchados en 1995 que era un programa de humor nacional presentado en ese momento por Paulo Laserna con la presentación de La Libélula Dorada en donde los protagonistas eran los títeres o marionetas que hacían humor político y además se hacían entrevistas con niños especiales para demostrar sus dotes de ser genios y más adelante emitieron entre los años de 1997 a 2000 el mayor éxito televisivo que produjeron titulado: El Siguiente Programa originado por Gaira Producciones y Conexión Creativa teniendo como protagonístas a: Santiago Moure y Martín De Francisco el cual era un programa de crítica social a través de dibujos animados colombianos y era una continuación de su anterior proyecto conocido como: La Tele producido primero por: RCN Televisión, para luego consolidarse en Caracol Televisión, del cual fue ganador del 16° Premios India Catalina de televisión como: Mejor comedia o programa de humor, en el año 2000, finalmente presentaron Muchachos a lo Bien. 
Una franja de dramatizados los jueves a las 8:30 p. m. para emitir títulos como Espérame al final (que fue sancionado por Inravisión por emitir contenido inadecuado en horario familiar y que como consecuencia fue reemplazado por un ciclo de dramatizados de RCN Televisión llamado Puerta Grande donde se relataba la vida del torero César Rincón y La Otra Raya del Tigre, Mi Única Verdad, El Oasis, La Otra Mitad del Sol y Tiempos Difíciles (este último fue el más visto de la programadora), ahí desfilaron actores como la cantante colombiana Shakira, Luis Fernando Montoya, Marcela Gardeazábal, Jorge Enrique Abello, Juan Ángel, Alejandra Borrero, Patricia Castañeda, Diego Trujillo, Luis Eduardo Arango, Maurizio Konde,  y otros actores más que pasaron por estos dramatizados. 
Una franja nocturna de los viernes a las 10:30 p. m. para emitir el periodístico La Ruta Democrática, la telenovela extranjera Mi segunda madre (que antes la emitía AMD Televisión en 1990), la telenovela extranjera Cara Sucia en alianza con Producciones PUNCH, los enlatados Misión Imposible y La Niñera y Los Reencauchados.
Una franja infantil de los sábados a las 9:30 a.m. para emitir espacios como Morraleando, Noticia Verde programa ecológico con Roberto Tovar Gaitán, Super Mario Bros., la serie animada Widget y la serie animada Los supersónicos (que antes en los 80 lo presentó Producciones Alejandro Munevar la antecesora de AMD Televisión y que después la emitieron Promec Televisión y Producciones Eduardo Lemaitre la antecesora de CPT Televisión y Jorge Barón Televisión respectivamente). 
Los sábados a las 12:30 p. m. se emitían lo enlatados Ultramán y Super Mario Bros. que luego presentaron el magazín Persiana Americana con Angie Cepeda con vídeos musicales, luego presentaron el magazín Cinescape con lo mejor del cine mundial quien lo presentaba los actores Ángela Vergara y Julián Arango, el enlatado La Niñera luego presentaron la repetición de la comedia nacional La Riolina emitido en 1991. 
Los domingos a las 9:30 a. m. se emitía el programa ecológico Paz Verde con Roberto Tovar Gaitán y en 1995 en marco de las 24 horas de programación de Inravisión fue que Cenpro Televisión y la Fundación Social presentaron La Santa Misa.
Los domingos a las 12:00 M se presentaban espacios como la repetición del seriado nacional Décimo Grado emitido en 1986, las series extranjeras Ultramán, Misión Imposible y COPS (Policías en Acción), el enlatado Rescate 911, Muchachos a lo Bien y finalmente se asoció con RCN Televisión presentaron Fútbol Profesional Colombiano con los comentarios de Esteban Jaramillo y las narraciones de Jairo Moncada y la Caminata de la Solidaridad por Colombia (esta es la segunda vez que estas dos programadoras se unen). 
Y finalmente Cenpro Televisión tuvo una franja de los domingos de 5:00 p.m. a 7:00 p.m. para emitir algunos espacios como: Vídeos Totalmente Ocultos que era un espacio de vídeos caseros que en sus inicios fue presentado por Elvia Lucía Dávila (que a su vez presentaba junto con el desaparecido humorista Jaime Garzón el humorístico Zoociedad de la programadora Producciones Cinevisión la entonces programadora de la Cadena Uno) y que después fue reemplazado por el humorista venezolano Carlos Donoso, también presentaron otros espacios como La Factura Millonaria, Misión Imposible, Indiana Jones, La Hora Warner en alianza con Producciones JES, las comedias argentinas ¡Grande, Pa!, Videomatch y el musical Ritmo de la Noche, en 1993 nació otro de los seriados bandera de la empresa llamado De Pies a Cabeza con libretos de Juan Guillermo Isaza, ahí en ese seriado juvenil pasaron actores como Felipe Noguera, Carolina Acevedo, Manuel José Chávez, Diego Trujillo, Marcela Carvajal y Silvia de Dios, este seriado se mantuvo por tres años consecutivo y fue el más recordado de esta programadora, también presentaron otros espacios en esa licitación como El Guachimán y la telenovela Cartas de Amor donde participó el colombiano Marcelo Cezán, después en 1994 se hizo el especial de Cenpro Televisión con motivo de los 25 años de la programadora, además se recordaron imágenes de algunas de las producciones que pasaron y los directores, presentadores y actores que pasaron por la programadora. 
En 1995 Cenpro Televisión tuvo sus propios equipos de grabación y posproducción para los diversos programas de la empresa y con el apoyo técnico de la productora Teleset, anteriormente Cenpro Televisión prestaba los equipos de grabación y posproducción a Inravisión y Provídeo y en algunas ocasiones prestaba los equipos a Do Re Creativa Televisión, PTV Colombia (que fue fundada por los socios de Producciones Cinevisión en 1993), Video Clips Imaginar, Imagen y Sonido y GOS Televisión, adicionalmente Cenpro Televisión recibió varios galardones como el Premio del Periódico 
El Tiempo, Premios Simón Bolívar de Televisión y el Premio India Catalina por la buena labor que hizo la programadora en muchos años.

## Últimos años
En la licitación de 1997 a esta programadora le adjudicaron 9 horas de programación por el Canal Uno entre ellos una franja de telenovelas de lunes a viernes a las 10:00 p.m. para emitir ahí el final de la telenovela Prisioneros del Amor con la producción de Caracol Televisión que luego fue reemplazada por los últimos episodios de Tiempos Difíciles y otras producciones como Perro Amor, ¿Por qué diablos? y Amor Discos, además por estas producciones pasaron actores como Óscar Borda, Manolo Cardona, Danna García, Diego Trujillo, Consuelo Luzardo, Julián Arango, Frank Ramírez, Maurizio Konde y muchos otros actores que pasaron por una de estas producciones que ambas fueron un éxito y ganaron premios, pero su última producción Amor Discos fue sacada del aire debido a las fuertes agresiones y la falta de escenas, también por los bajos índices de audiencia al ser la telenovela con emisiones más cortas de la televisión colombiana, por esa razón fue que Cenpro Televisión decidió sacar del aire esta producción antes de la devolución de los espacios. 
Los demás espacios de la licitación fueron estos los lunes a las 11:00 a. m. se emitía en unión con Colombiana de Televisión y Producciones JES para emitir las repeticiones de La Maldición del Paraíso y El Manantial, luego presentaron la telenovela extranjera Gente bien y finalmente presentaron Muchachos a lo Bien, de lunes a viernes a la 1:00 p. m. en alianza con TeVecine, Producciones PUNCH, Producciones Bernardo Romero Pereiro (Fox Telecolombia) y Colombiana de Televisión presentaron el seriado nacional Padres e Hijos, que después presentaron la telenovela extranjera Demasiado Corazón y la repetición del dramatizado Fronteras del Regreso, de lunes a viernes a las 3:00 p.m. se presentó en alianza con NTC Televisión, Uni TV y Programar Televisión las telenovelas Mi querida Isabel y Salud, dinero y amor y finalmente presentaron la telenovela Si Nos Dejan producida por Jorge Barón Televisión en 1995.
Los martes y jueves a las 4:00 p.m. en alianza con CM& Televisión y TeVecine presentaron el programa infantil Los Dumis producido por Grabar Estudios Televisión, luego presentaron la serie animada Los Picapiedras y el programa musical Más Musi-K presentado por Mauricio "Mao" Muñoz y producido por MM Entertainment, los miércoles a las 5:30 p. m. se presentó Los Reencauchados y la repetición de Juego Limpio presentado por el actor: Óscar Borda, después presentaron Cinextremo, los viernes a las 10:30 p. m. se emitía El Siguiente Programa, los sábados a las 10:00 a. m. se emitía la serie animada Denver, el último dinosaurio y los domingos a las 4:00 p. m. se emitía en asocio con NTC Televisión los espacios como Futbol RCN y el Gol Caracol y luego de que RCN y Caracol se convirtieron en canales privados entonces fueron reemplazados por el enlatado Nick Freno y la serie argentina Mi familia es un dibujo. 
La única franja que dejaron Caracol y RCN antes de su conversión a canal privado fue la de los lunes y miércoles a las 8:00 a.m. para emitir en alianza con Programar Televisión, Jorge Barón Televisión y Colombiana de Televisión El Noticiero del Espectáculo y que luego se presentó el programa Ojos al Eje de la Gobernación del Quindío, pero más tarde tuvieron que devolver estos espacios a la Comisión Nacional de Televisión (CNTV) debido a la crisis de los canales públicos por la llegada de los canales privados durante el gobierno de Andrés Pastrana. 
Finalmente Cenpro Televisión devolvió sus espacios a la CNTV el 29 de septiembre de 2000 por la crisis de los canales públicos por la llegada de los canales privados durante el gobierno de Andrés Pastrana y después le adjudicaron a la programadora estatal Audiovisuales los horarios que tenía Cenpro Televisión en 1998 las 9 horas de programación, los espacios que Cenpro Televisión emitió antes de devolver los espacios fueron como: Muchachos a lo Bien, Más Musi-K, Cinextremo , Denver, el último dinosaurio... y Mi familia es un dibujo.

## Situación actual
Gran parte de sus archivos materiales fueron cedidos a la RTVC Sistema de Medios Públicos a través de la plataforma digital de Señal Memoria.

## Programas producidos por Cenpro Televisión

### Cenpro Televisión para Canal Caracol
- Se armó la gorda (2000)

### Cenpro Televisión para Canal Uno
- Amor Discos (2000)
- ¿Por qué diablos? (1999/2000)
- Perro amor (1998/99)
- Muchachos a lo bien (1998) coproducida por NTC Televisión, Uni TV y Programar Televisión

### Cenpro Televisión para Canal A
- El siguiente programa (1997-2000)
- Corazón prohibido (coproducida para R.T.I.)
- Cartas de amor (1997)
- Tiempos difíciles (telenovela) (1996-1998)
- Los Reencauchados (1995-1997)
- La otra mitad del sol (1995)
- Caballos de fuego (1995)
- El Oasis (1994)
- De pies a cabeza (1993-1997)
- Persiana americana (1993-1995)
- Mi única verdad (1993)
- Esperame al final (1992)

### Cenpro Televisión para Cadena Uno
- Caleidoscopio (1987-1988)
- Enigmas (1988-1989)
- Supermagazín (1990)
- El Mundo de Ana y Jaime (1987)
- Décimo Grado (1986-1987)-(1989-1990)
- Magazín con Pilar (1990-1991)
- La Riolina (1991)

### Cenpro Televisión para Cadena Dos
- La Fuerza de la Historia (1987-1991)
- Décimo Grado (1987-1989)